# 坠女星
坠女星（230 Athamantis）是第230顆被人類發現的小行星，位于火星和木星之間的小行星帶。
坠女星以希臘神話中奧爾霍邁諾斯國王阿塔瑪斯的女兒阿塔曼蒂斯命名。
墜女星由德國-奧地利天文學家萊奧·安東·卡爾·德巴爾於1882年9月3日發現。
| 前一小行星： 小行星229 | 小行星列表 | 後一小行星： 小行星231 |